# River Leam
Der River Leam (ˈlɛm) ist ein Fluss in der englischen Grafschaft Warwickshire. Er mündet zwischen Warwick und Leamington Spa in den Warwickshire Avon.

## Name
In Merriam-Webster's Geographical Dictionary wird „River Leame“ als alternative Schreibweise angeboten. Die Bedeutung geht wohl zurück auf das altenglische „leman“ oder „lemin“, „der Ulmen hat“ oder Sumpfiger Fluss.
Die Stadt Leamington Spa hat ihren Namen vom Fluss.

## Geographie
Der Leam entspringt bei Hellidon am Arbury Hill in Northamptonshire. Er entspringt demselben Aquifer wie der River Nene und der River Cherwell die letztendlich in ganz unterschiedliche Richtungen laufen. Der Leam verläuft in Bögen, die sich weit nach Osten ziehen, in nördlicher Richtung und nimmt viele Bäche von Osten und Westen auf. Bei Braunston bildet er eine Zeit lang die Grenze zwischen Northamptonshire und Warwickshire. Dort wird er auch vom Grand-Union-Kanal (⊙) überquert. Von da an verläuft er, zwar immer noch in großen Schlaufen, aber mehr und mehr nach Westen. Er passiert die Fischzucht Toft Lakes und verläuft durch das Gelände der Stadt Rugby und nimmt im Nordwesten von Marton den River Itchen auf. In vier großen Schleifen windet er sich nach Westen und dann nach Süden, wo er beinahe wieder auf den Grand-Union-Canal trifft. Damit tritt er auch ins Siedlungsgebiet von Leamington Spa ein, wo er von einer Reihe von Parks gesäumt wird und mündet dann auf halber Strecke zwischen Leamington Spa und Warwick in den Avon. Letztendlich fließen seine Wasser durch den Severn in den Bristolkanal.
Zuflüsse
Die bedeutendsten Zuflüsse sind Rains Brook, River Itchen, Pingle Brook, River Stowe und Radford Brook.

## Galerie

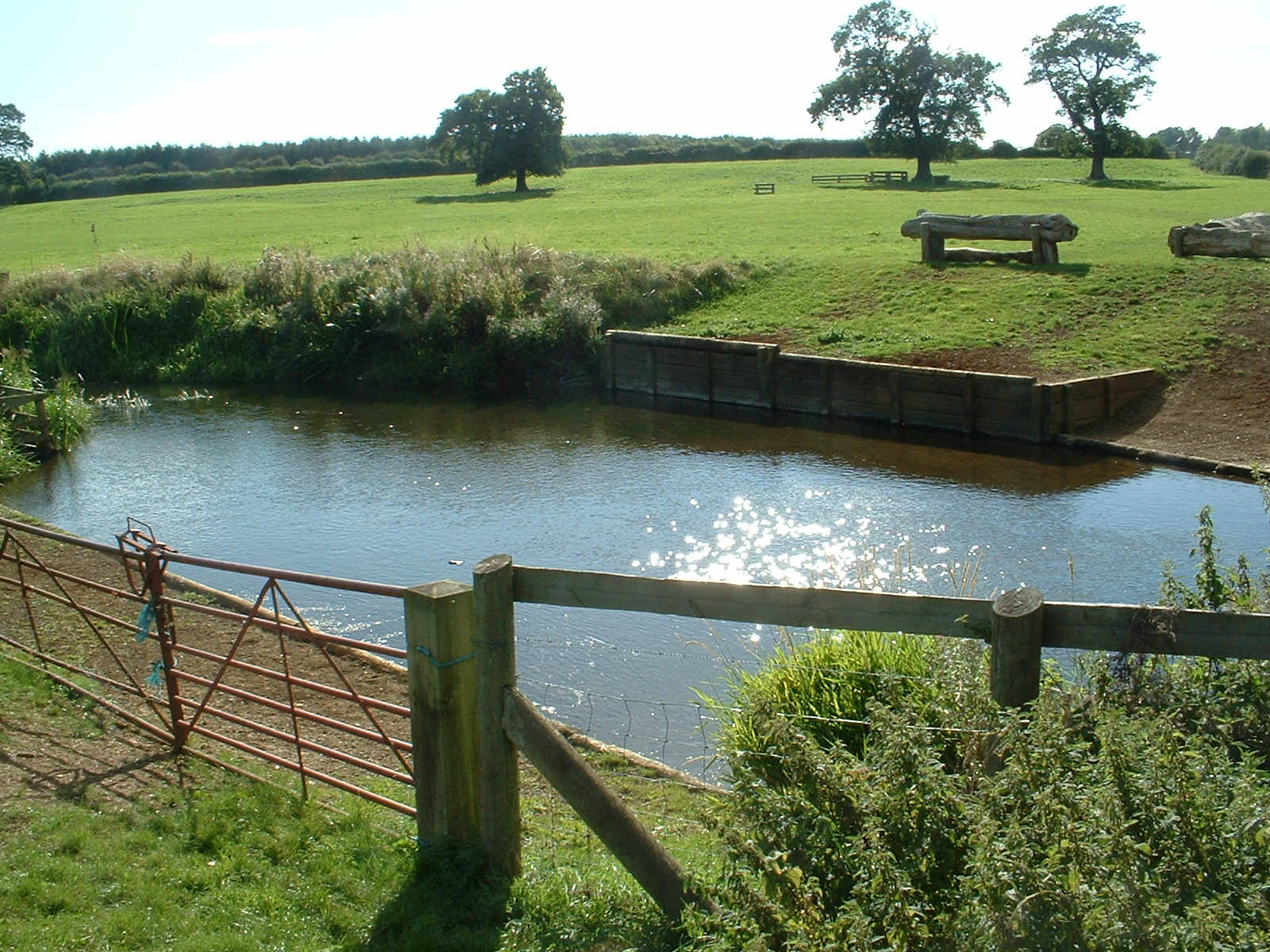
Der River Leam bei Offchurch Bury
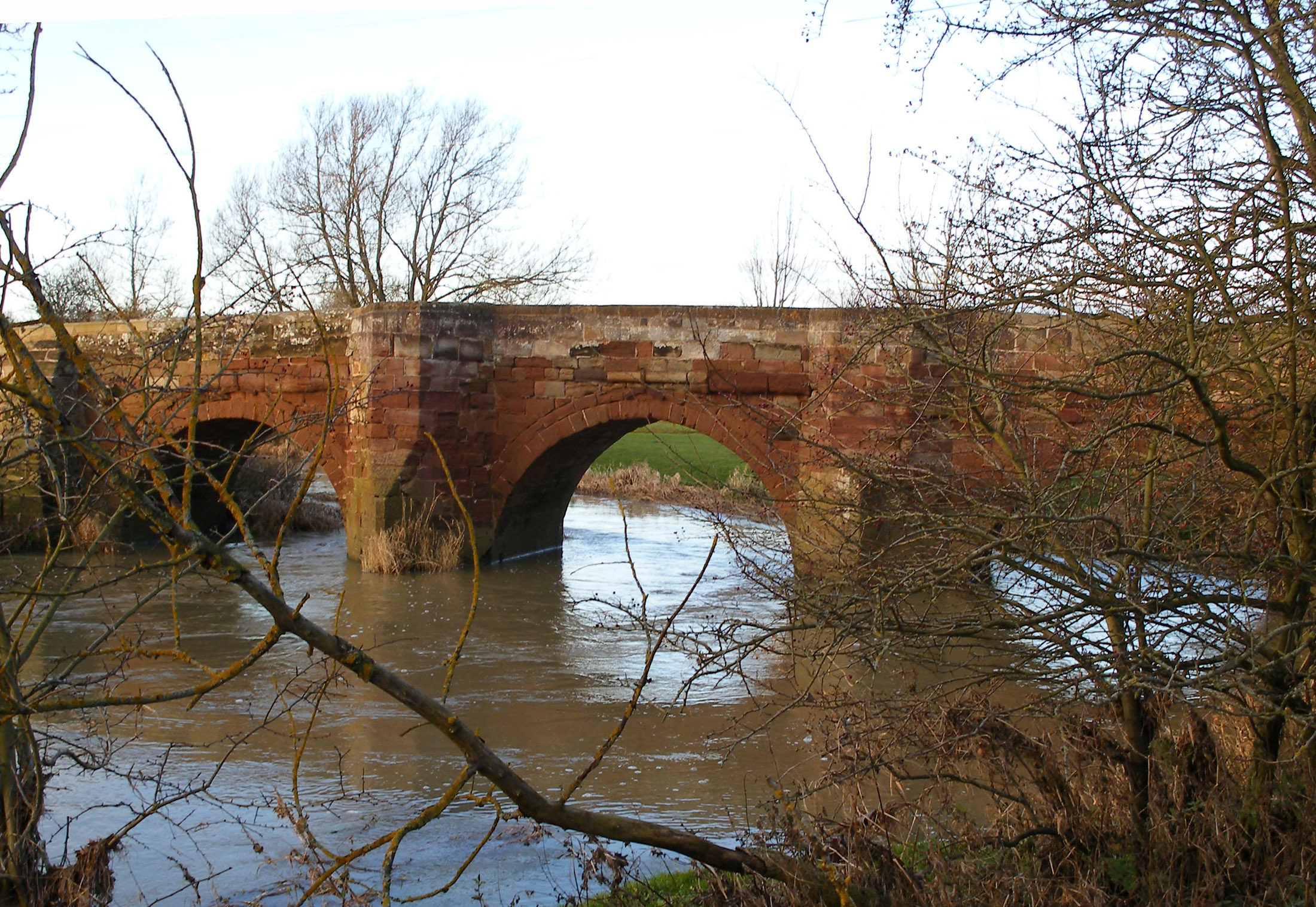
Hunningham bridge.
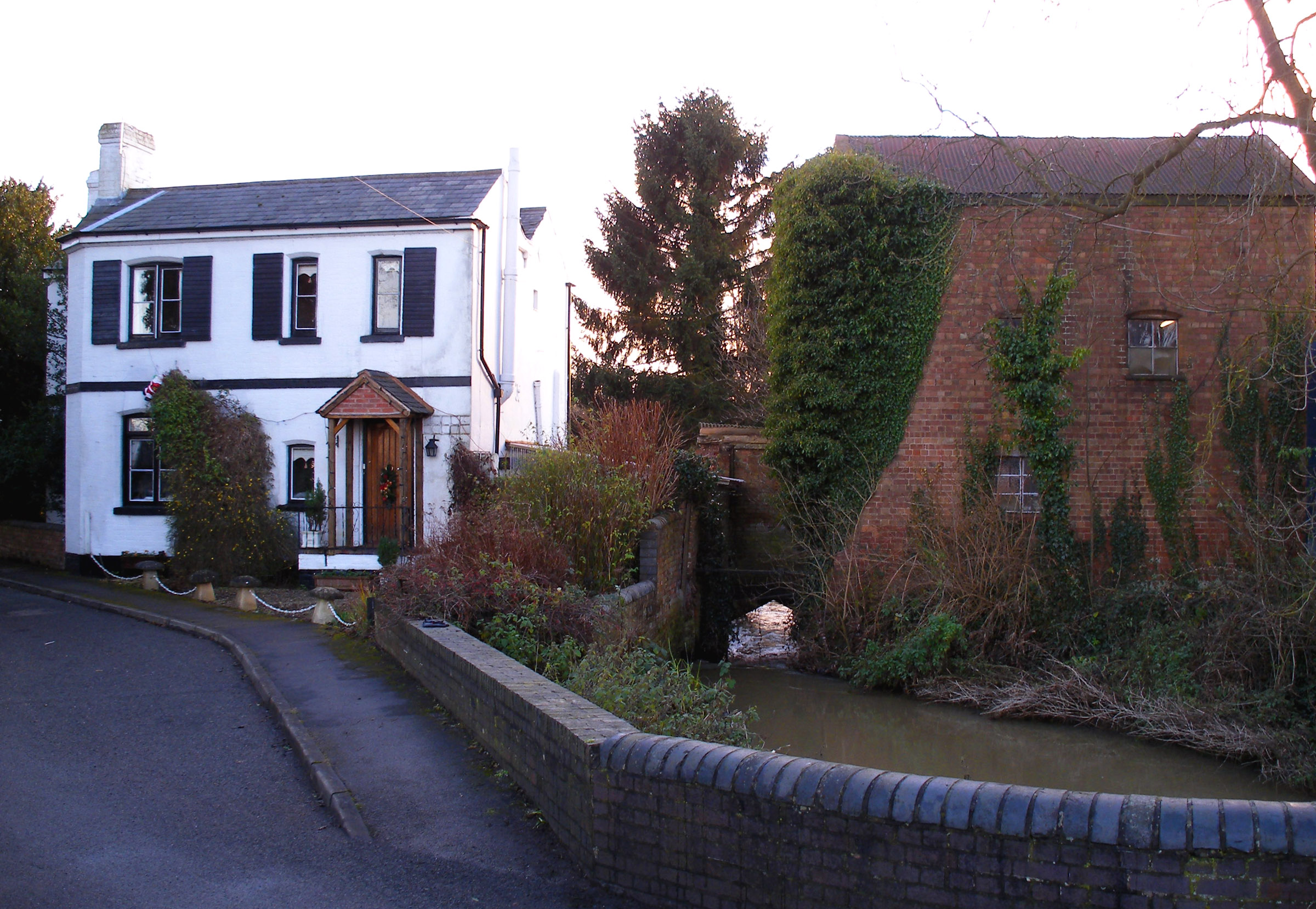
Mühlgraben bei Eathorpe mit der aufgelassenen Mühle rechts und dem Mühlhaus auf der linken Seite.
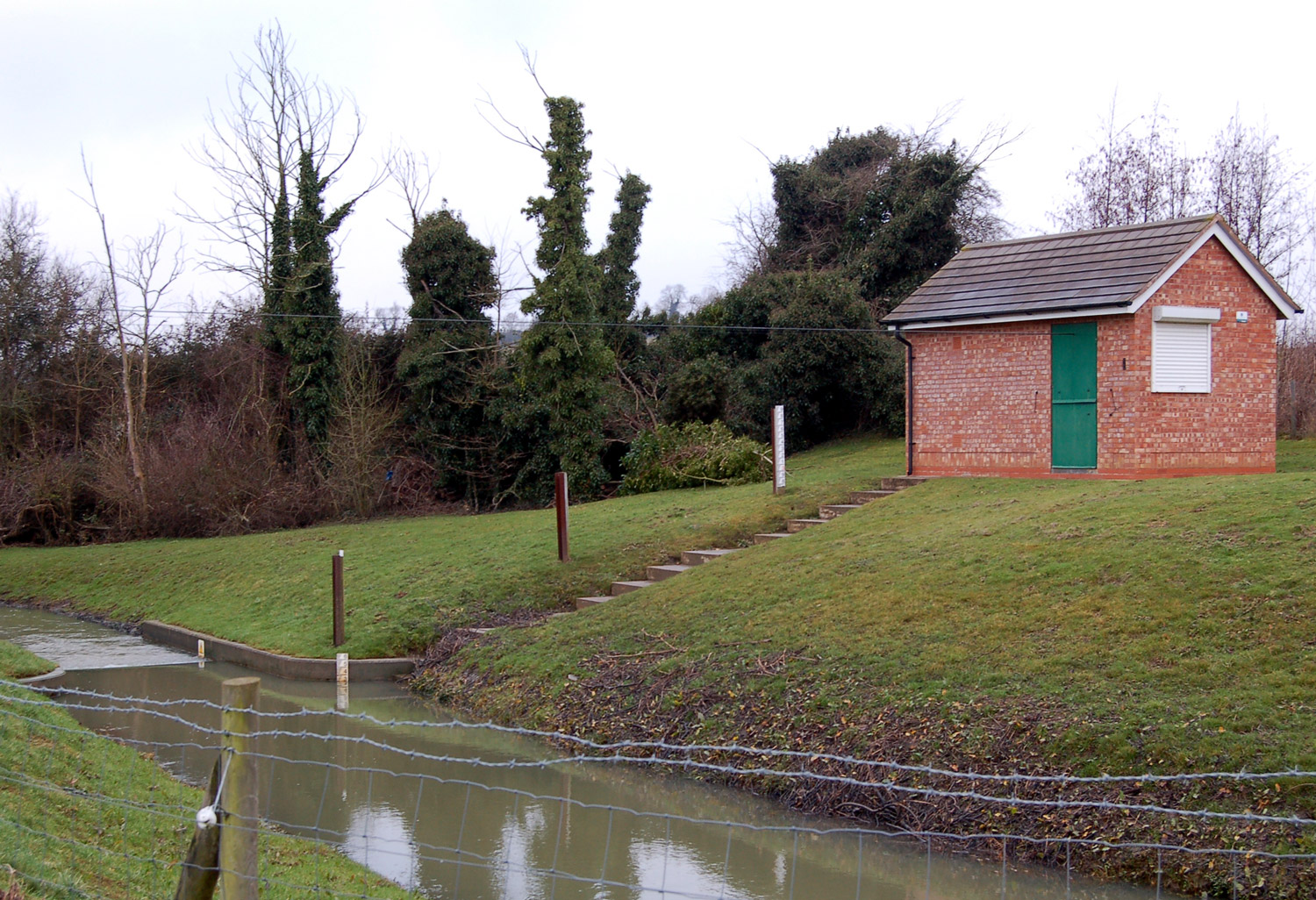
Die Severn-Trent-Water-Pumpstation bei Kites Hardwick.